# ووکوشنو-بیکی
ووکوشنو-بیکی (به لاتین: Łukoszyno-Biki) یک روستا در لهستان است که در گمینا موخووو واقع شده‌است. ووکوشنو-بیکی ۱۱۰ نفر جمعیت دارد.